# جولي فيليكس
جولي فيليكس (بالإنجليزية: Julie Felix)‏ هي موسيقية ومغنية أمريكية، ولدت في 14 يونيو 1938 في سانتا باربارا في الولايات المتحدة.

## وصلات خارجية
- جولي فيليكس على موقع IMDb (الإنجليزية)
- جولي فيليكس على موقع ميوزك برينز (الإنجليزية)
- جولي فيليكس على موقع أول ميوزيك (الإنجليزية)
- جولي فيليكس على موقع ديسكوغز (الإنجليزية)
- جولي فيليكس على موقع قاعدة بيانات الفيلم (الإنجليزية)
- جولي فيليكس على موقع كينوبويسك (الروسية)